# Coniopteryx silvicola
Coniopteryx silvicola är en insektsart som beskrevs av Meinander in Meinander och Penny 1982. Coniopteryx silvicola ingår i släktet Coniopteryx och familjen vaxsländor. Inga underarter finns listade i Catalogue of Life.